# Икшурма
Икшурма— село в Пировском районе Красноярского края, административный центр Икшурминского сельсовета.

## География
Находится в примерно в 14 километрах по прямой на запад от районного центра села Пировское.

## Название
Топоним происходит с чувашского языка как Ик Çырма - Два Оврага (реки).  Слово Çыр(ма) типичный чувашизм от общетюркского слова "яр" - овраг, где начальная "й" в йар, заменяется на "ç" в çыр. 

## Климат
Климат резко континентальный. Самый теплый месяц — июль, со средней температурой +17,8 °С, с абсолютным максимумом +34,6 °С. Самый холодный месяц — январь: средняя температура составляет –20,1 °С, абсолютный минимум –52,5 °С. 

## История
Основано в 1912 году, первоначальное название Зырянова. В 1926 году учтено 177 жителей. По другим данным год основания 1910, причем основатели родом из села Икшурма (ныне Старая Икшурма) Сабинского района Татарстана. В советское время работал колхоз «Беренче-Май».   

## Население
Постоянное население составляло 290 человек в 2002 году (81% татары),  253 в 2010.